# Embelia ribes
Embelia ribes är en viveväxtart. Embelia ribes ingår i släktet Embelia och familjen viveväxter. Utöver nominatformen finns också underarten E. r. pachyphylla.

## Bildgalleri

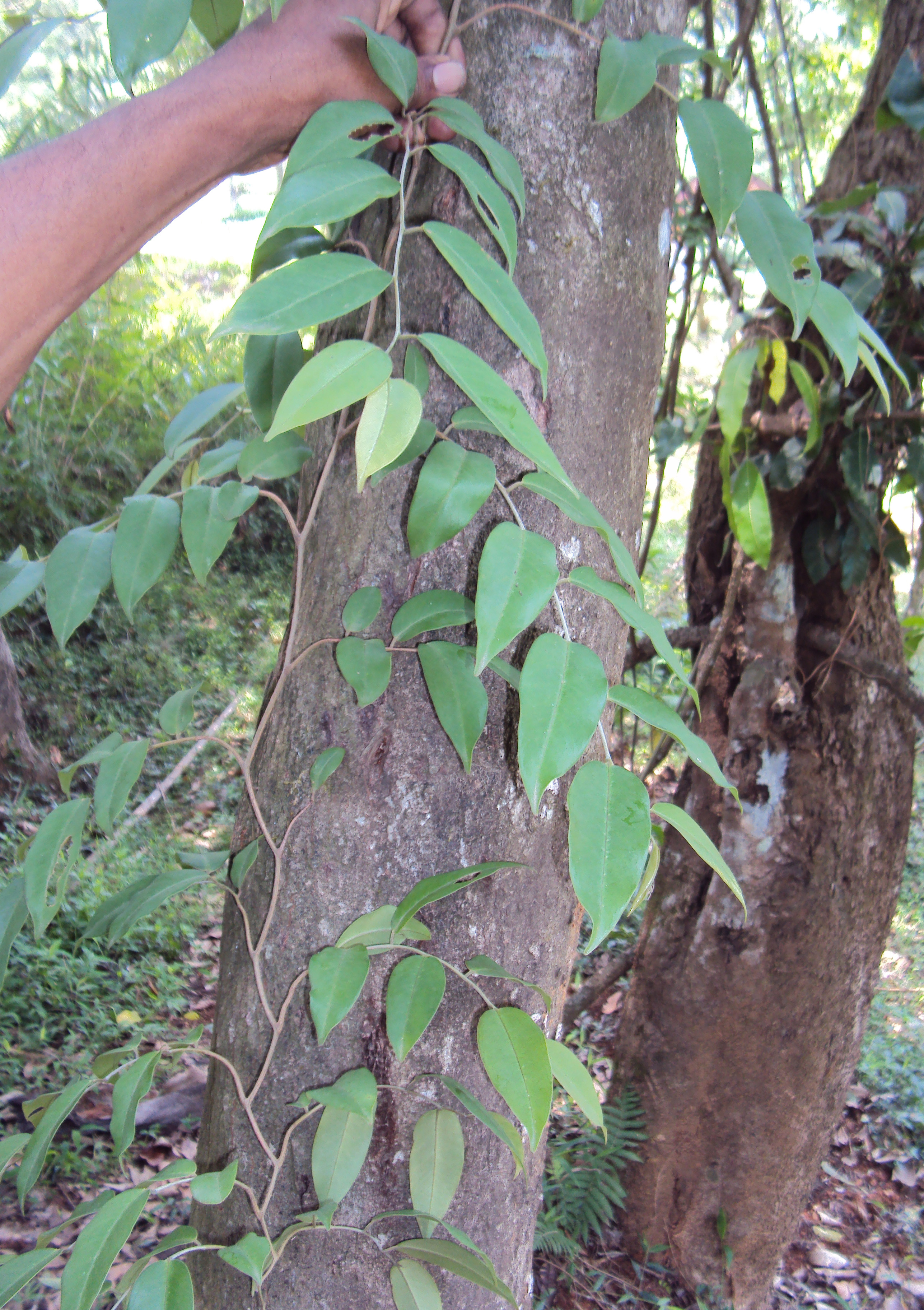
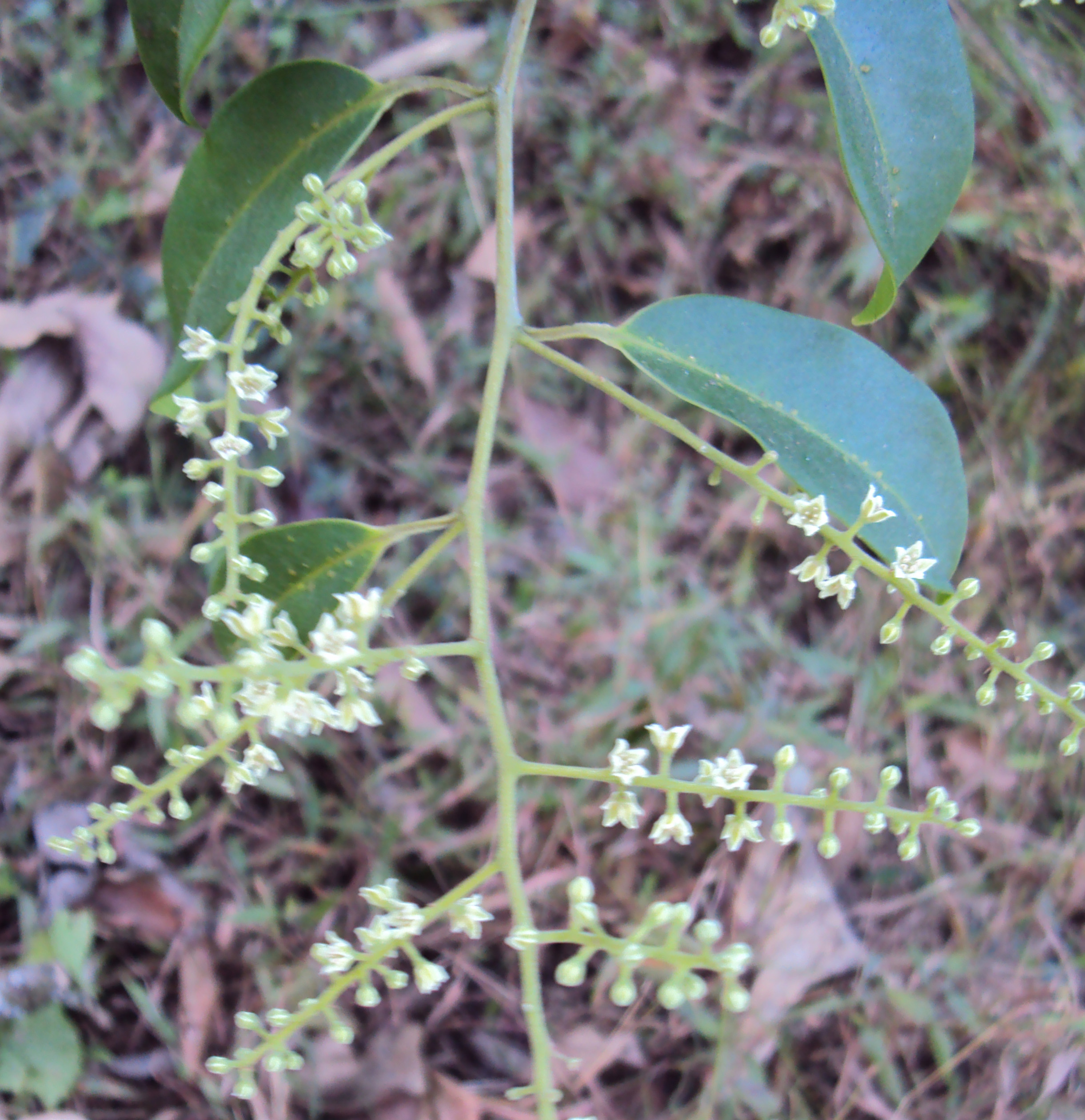
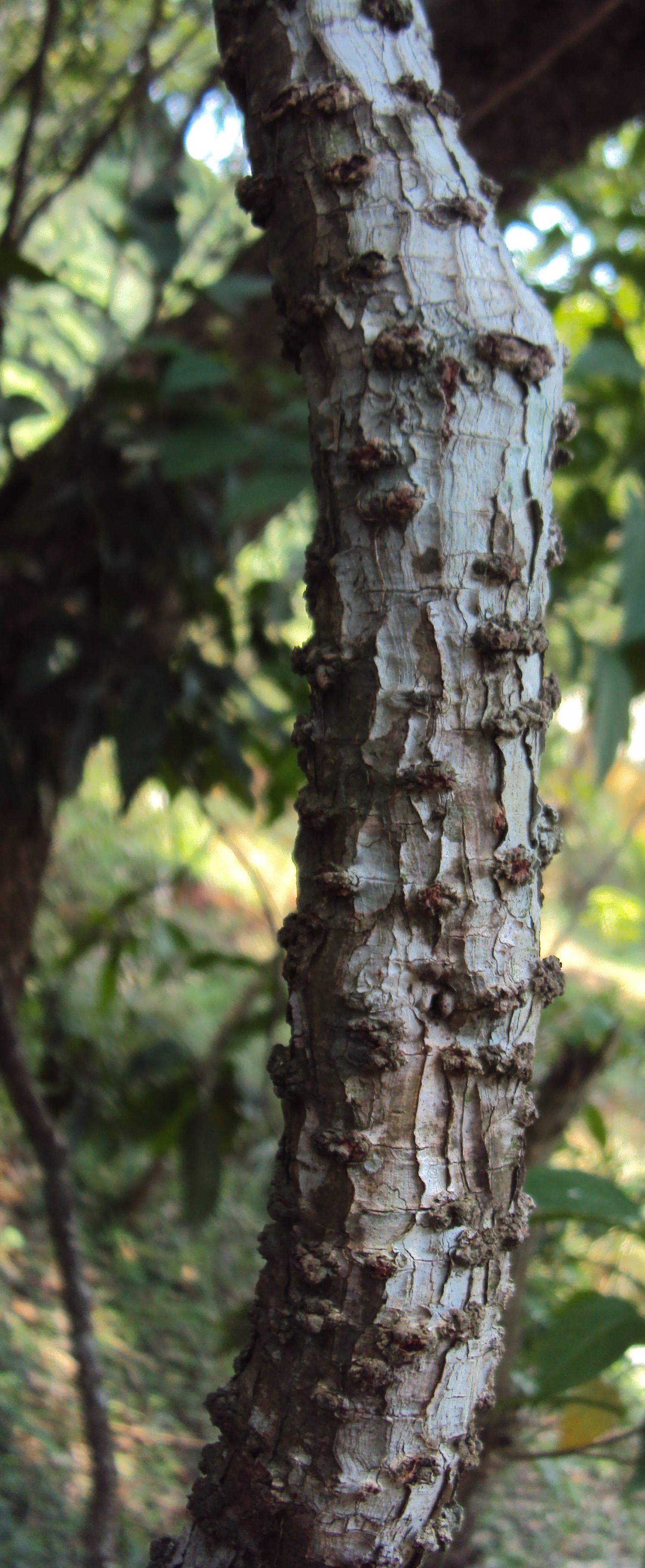
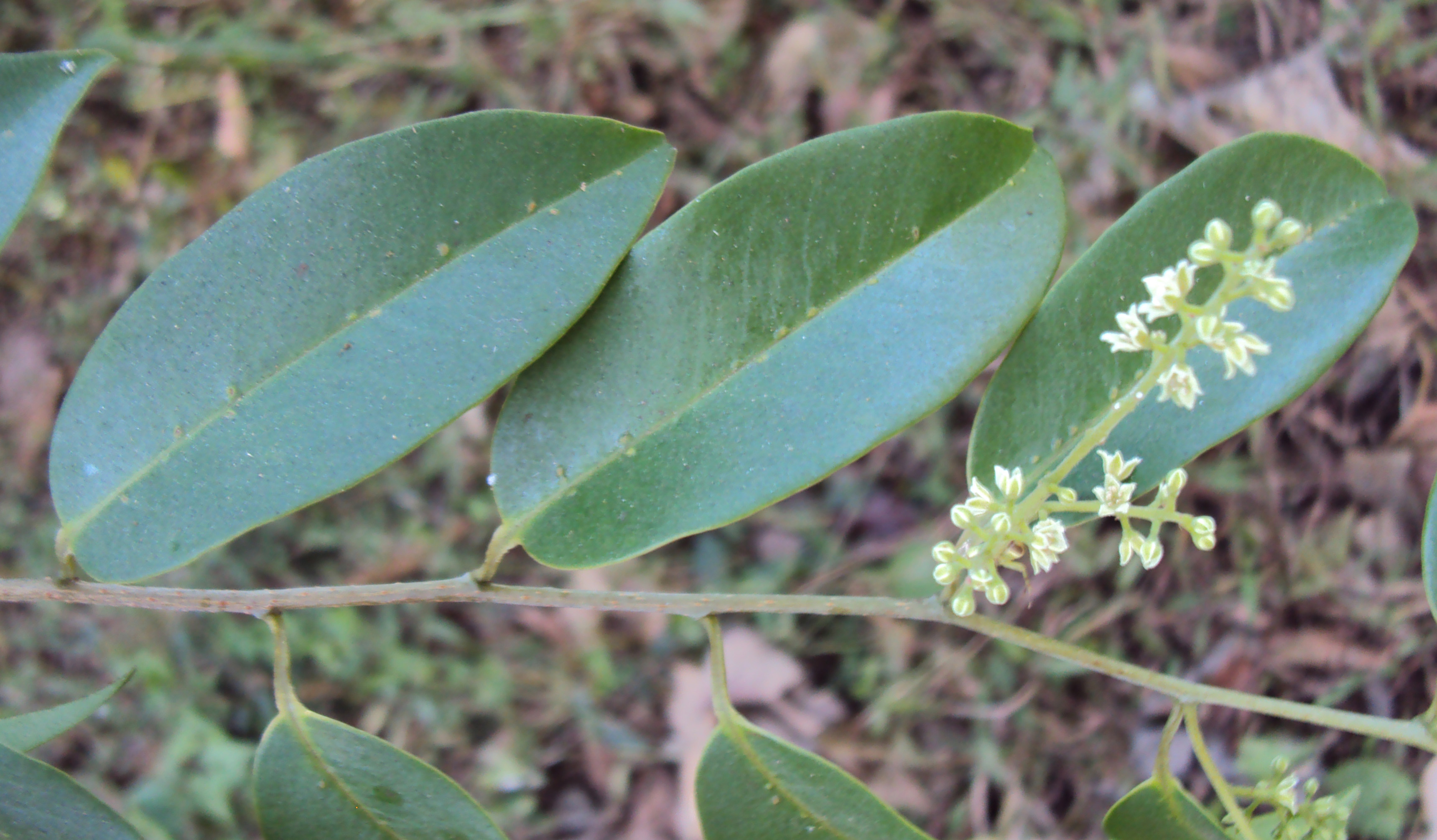
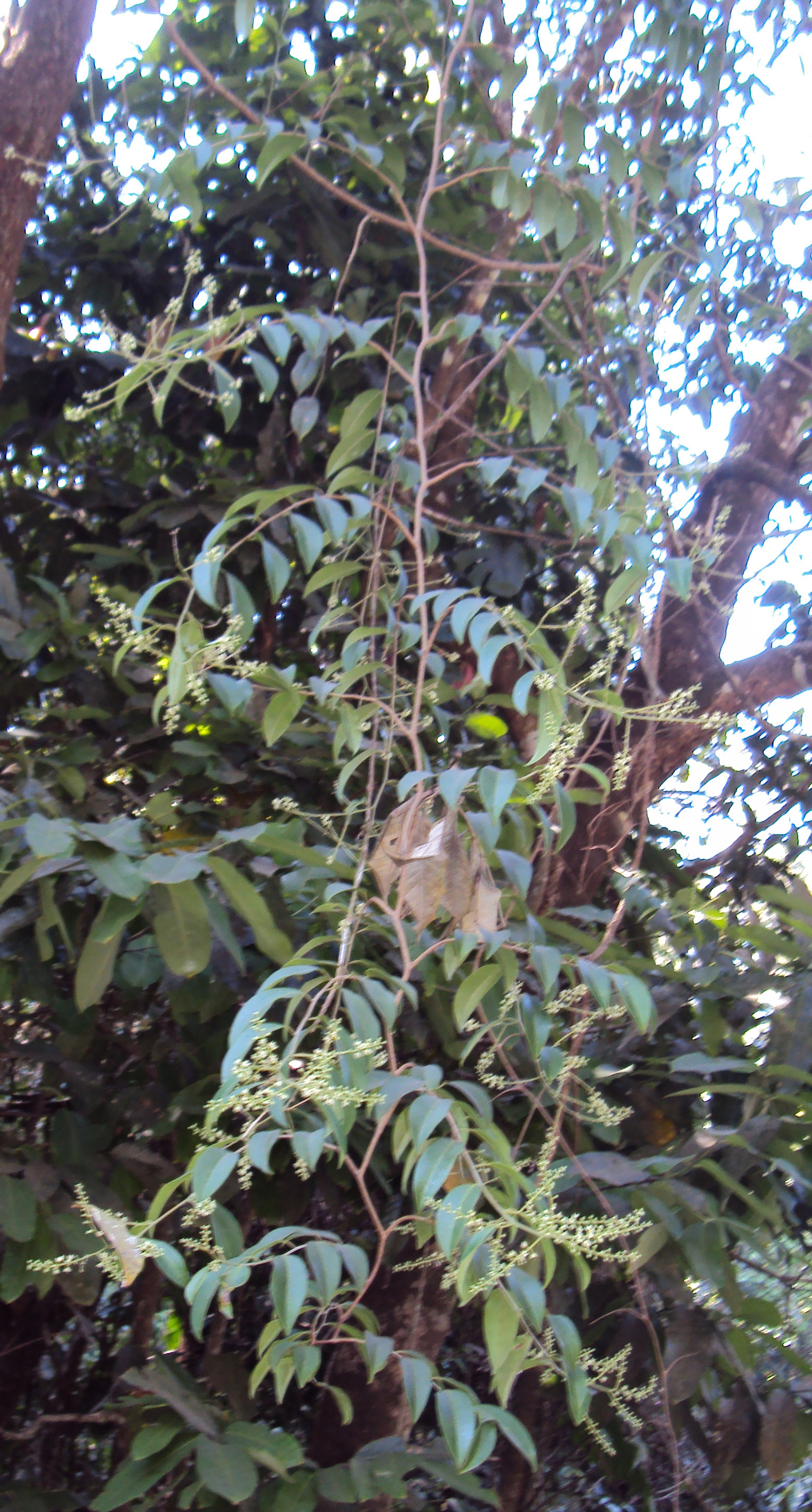
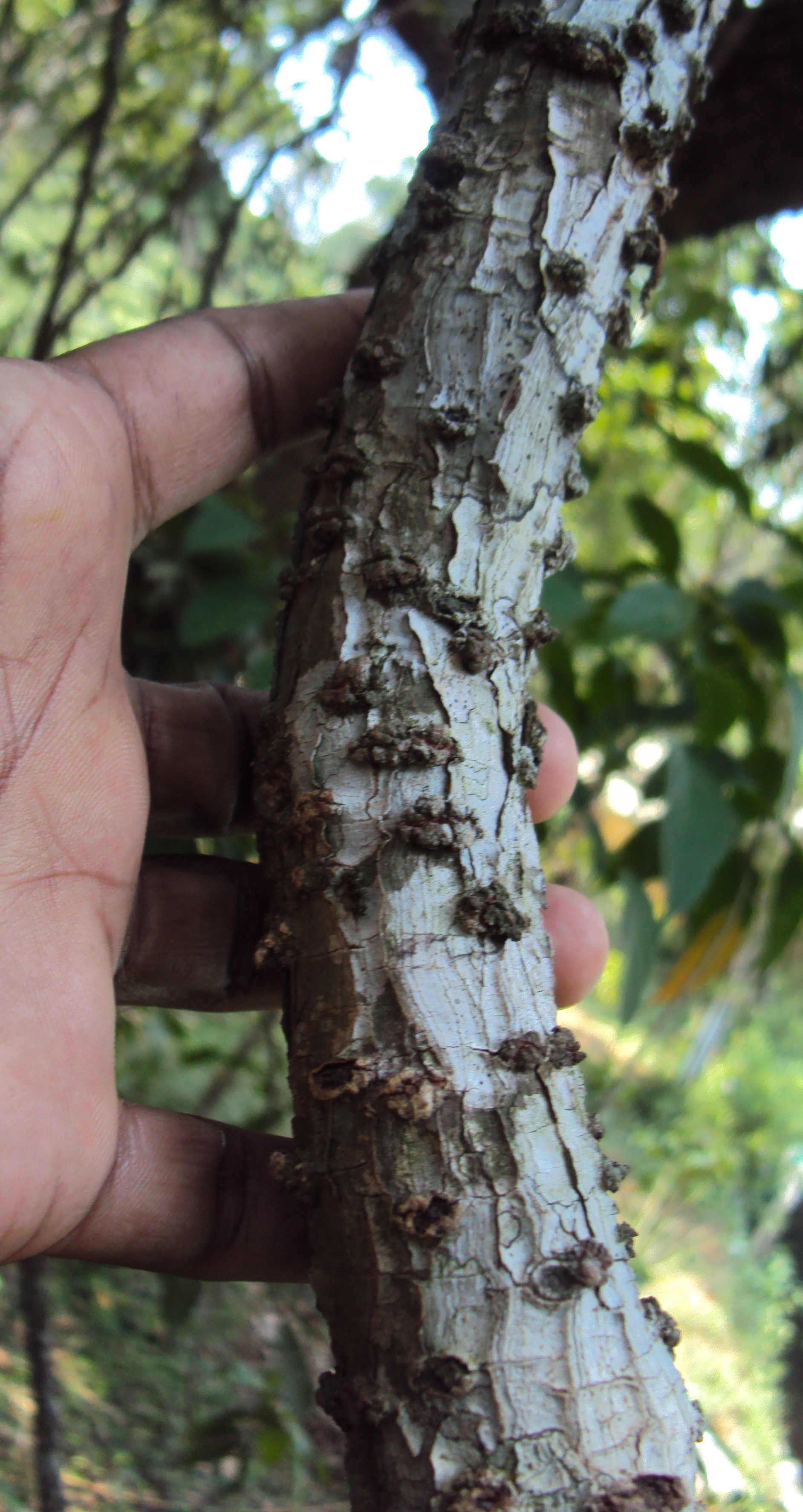